# Герб Лосино-Петровского
Герб Лосино-Петровского — официальный символ города Лосино-Петровский и Лосино-Петровского городского округа Московской области России. Впервые утверждён в 1985 году, современный вариант — в 1998. Зарегистрирован в Государственном геральдическом регистре РФ под № 295.

## Описание и символика
Описание герба:
Щит разделён узким серебряным вилообразным крестом на три части. В первой части — стилизованная серебряная голова лося; во второй лазоревой (голубой) части — стилизованный серебряный фонтан; в третьей червлёной (красной) части — стилизованная серебряная бобина
В верхней части герба голова лося (в зелёном поле) говорит о названии города: в 1708 году по указу Петра I здесь был создан казённый Лосиный завод, снабжавший регулярную армию кожаной амуницией и обмундированием, положивший начало современному городу. Фонтан указывает на наличие минеральных источников, какими богата здешняя земля. Бобина символизирует текстильную промышленность города. Серебряный вилообразный крест указывает на расположение города на берегу реки Клязьмы при впадении реки Вори. 
Герб воссоздан на основе герба города, утверждённого в 1985 году.
Авторы герба — Игорь Сметанников (п. Монино), художник Роберт Маланичев (г. Москва).

## История
Первый герб города утверждён решением исполкома Лосино-Петровского горсовета народных депутатов Щёлковского района №16/312 от 24 октября 1985 года. Описание и символика герба: «Герб представляет собой щит, разделённый вилообразно на три части. В верхней части щита в зелёном поле изображена голова лося, давшего имя городу. В 1708 году по указу Петра I здесь был создан казённый Лосиный завод, снабжавший регулярную армию кожаной амуницией и обмундированием, положивший начало современному городу. Слева — год образования города. В нижней части щита — справа, в голубом поле изображён минеральный источник, какими богата здешняя земля. Слева — в красном поле изображена стилизованная бобина с пряжей, характеризующая город, как город текстильщиков. Окраска полей нижней части щита символически образует цвета государственного флага РСФСР. В вольной части щита — башня Московского Кремля, означающая, что город расположен в Московской области». Авторы герба — И.С. Сметанников и Р.И. Маланичев.
В 1998 году по настоянию Герольдии авторы герба и К.Ф. Мочёнов переработали герб Лосино-Петровского, была убрана вольная часть с башней Кремля, деление щита заменено на узкий волнистый вилообразный крест. Новый герб и Положение о нем утверждены Решением Совета депутатов города №19/4 от 17 июня 1998 года. Решением городского Совета депутатов от 21 декабря 2005 года №70/9 герб города Лосино-Петровского был признан гербом городского округа Лосино-Петровский.

## Другие гербы
Законом Московской области от 23 мая 2018 года № 69/2018-ОЗ 5 июня 2018 года городское поселение Свердловский и сельское поселение Анискинское Щёлковского муниципального района были объединены с городским округом Лосино-Петровский. На момент объединения эти муниципальные образования имели свои утверждённые гербы:
- Герб городского поселения Свердловский
- Герб сельского поселения Анискинское